# Arena Lublin

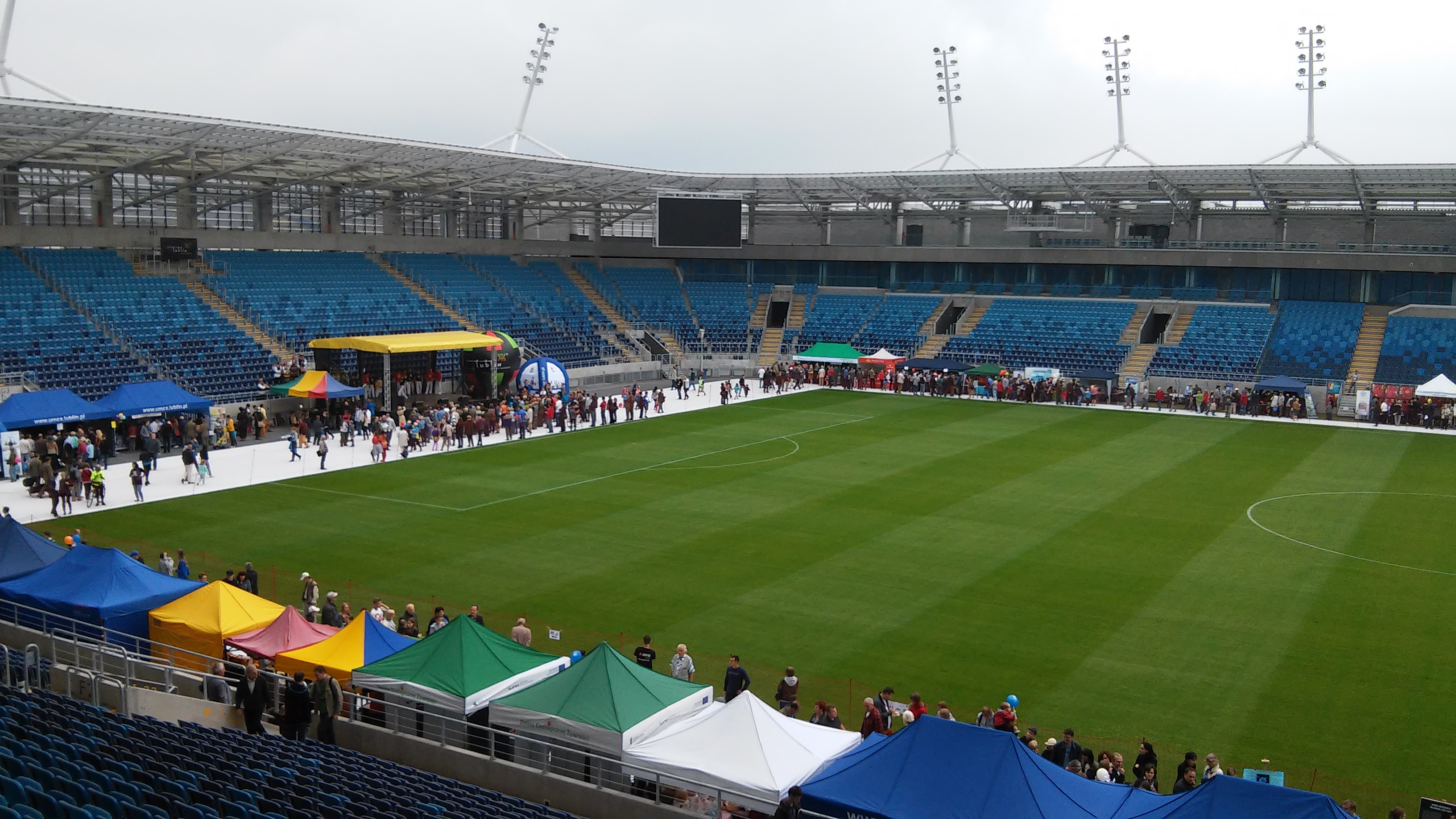
Arena Lublin zevnitř

Arena Lublin je fotbalový stadion v polském městě Lublin. Má celkovou kapacitu 15 500 míst. Stavba byla zahájena 21. prosince 2012 na místě bývalého cukrovaru, dokončena v červnu 2014.
V červnu 2016 vybral Polský fotbalový svaz stadion za dějiště Mistrovství Evropy ve fotbale hráčů do 21 let 2017 (pro potřeby šampionátu bylo vybráno celkem 6 stadionů v 6 městech).

## Jiné akce
Na stadionu se mohou konat mimo sportovních zápasů i např. hudební koncerty, festivaly a různé kulturní akce.